# Xã Turton, Quận Spink, Nam Dakota
Xã Turton (tiếng Anh: Turton Township) là một xã thuộc quận Spink, tiểu bang Nam Dakota, Hoa Kỳ. Năm 2010, dân số của xã này là 25 người.